# Prudence Farrow
Prudence Anne Villiers Farrow (n. Los Angeles, California, Estados Unidos, 20 de enero de 1948) es una actriz, escritora, productora de cine, coordinadora del departamento de arte y maestra de meditación estadounidense. Es hermana de la actriz Mia Farrow (véanse los créditos de The Purple Rose of Cairo, por ejemplo) y, como ella, es una de las cuatro hijas del director John Farrow y de la actriz Maureen O'Sullivan. Trabajó en pequeños papeles junto a su hermana en Widows' Peak (en la que también trabajó como coproductora). La canción de los Beatles "Dear Prudence" fue escrita por John Lennon para ella cuando ambos coincidieron en un retiro en Rishikesh (India) con el yogui Maharishi Mahesh.